# (35463) 1998 DJ32
1998 DJ32 (asteroide 35463) é um asteroide da cintura principal. Possui uma excentricidade de 0.00175570 e uma inclinação de 1.98618º.
Este asteroide foi descoberto no dia 22 de fevereiro de 1998 por Beijing Schmidt CCD Asteroid Program em Xinglong.